# Campionato Italiano Velocità Montagna 2019
Il Campionato Italiano Velocità Montagna 2019 si è svolto tra il 14 aprile e il 20 ottobre 2019 su dodici tappe disputatesi in otto regioni diverse.
Dopo un'attesa di tre anni, Simone Faggioli sulla Norma M20FC ha vinto il titolo assoluto con una gara di anticipo. Il pilota toscano, al suo tredicesimo scudetto, ha preceduto il trentino vincitore in E2-SS Christian Merli sulla Osella FA30 Evo-Zytek e il sardo Omar Magliona, il quale sulla Osella PA2000-Honda si è imposto nel campionato di gruppo E2-SC.

## Calendario
Una prima bozza del calendario, senza date, è stata presentata da ACI Sport l'8 novembre 2018. Vengono confermate 12 gare, ma rispetto all'anno precedente esce la Coppa Selva di Fasano che non verrà disputata per l'inizio dei lavori di messa in sicurezza della Strada statale 172 dir dei Trulli. Al posto della cronoscalata pugliese, torna nel calendario del tricolore a distanza di quattro anni la Coppa Bruno Carotti, altresì nota come Rieti-Terminillo. Il 1 dicembre 2018 la Federazione ha comunicato il calendario definitivo: l'avvio del campionato rispetto alla stagione precedente viene anticipato in aprile con la Luzzi-Sambucina (che nel 2018 era stata l'appuntamento conclusivo), seguita dal Trofeo Ludovico Scarfiotti il quale ritorna così ad inizio campionato con la formula di gara a due manches. La data occupata l'anno precedente dalla Coppa Selva di Fasano viene assegnata alla Morano-Campotenese, mentre la Rieti-Terminillo viene programmata il 28 luglio, prima della pausa estiva. Variazione di data anche per la Pedavena-Croce D'Aune, che viene posticipata di un mese e mezzo tornando ad essere il round finale il 20 ottobre.
Il 1 marzo 2019 viene presentato il calendario del Campionato "Le Bicilindriche", piuttosto stravolto rispetto all'anno precedente: vengono mantenute 9 gare, ma insieme alla Coppa Selva di Fasano vengono escluse la Camucia-Cortona, il Trofeo Scarfiotti e la Monte Erice, sostituite dalla Coppa Teodori e dalle prove di TIVM Sud di Coppa Sila, Coppa Val d'Anapo Sortino e Giarre-Montesalice-Milo. Per quanto riguarda l'appuntamento in pista, l'Autodromo del Levante sostituisce l'Autodromo dell'Umbria ritornando così nella serie a distanza di due anni.
Il 3 aprile il Gruppo Sportivo Automobile Club Macerata comunica il ritorno del Trofeo Scarfiotti al programma di gara su manche unica adottato nelle tre edizioni precedenti. La gara maceratese diventa così il terzo appuntamento del campionato assieme alla Trento-Bondone e alla Coppa Carotti a disputarsi a gara unica.
| N° | Gara                                              | Sede           | Data         | Vincitore assoluto                      |
| -- | ------------------------------------------------- | -------------- | ------------ | --------------------------------------- |
| 1  | 24° Luzzi-Sambucina                               | Luzzi          | 14 aprile    | Domenico Cubeda - Osella FA30-Zytek     |
| 2  | 29° Trofeo Ludovico Scarfiotti Sarnano-Sassotetto | Sarnano        | 28 aprile    | Michele Fattorini - Osella FA30-Zytek   |
| 3  | 45° Alpe del Nevegal                              | Belluno        | 19 maggio    | Omar Magliona - Osella PA2000-Honda     |
| 4  | 50° Verzegnis-Sella Chianzutan                    | Verzegnis      | 2 giugno     | Denny Zardo - Norma M20FC-Zytek         |
| 5  | 9° Morano-Campotenese                             | Morano Calabro | 16 giugno    | Christian Merli - Osella FA30 Evo-Zytek |
| 6  | 58° Coppa Paolino Teodori                         | Ascoli Piceno  | 30 giugno    | Christian Merli - Osella FA30 Evo-Zytek |
| 7  | 69° Trento-Bondone                                | Trento         | 7 luglio     | Simone Faggioli - Norma M20FC           |
| 8  | 56° Rieti-Terminillo (54° Coppa Bruno Carotti)    | Rieti          | 28 luglio    | Omar Magliona - Osella PA2000-Honda     |
| 9  | 54° Trofeo Luigi Fagioli                          | Gubbio         | 25 agosto    | Christian Merli - Osella FA30 Evo-Zytek |
| 10 | 61° Monte Erice                                   | Erice          | 15 settembre | Simone Faggioli - Norma M20FC           |
| 11 | 65° Coppa Nissena                                 | Caltanissetta  | 22 settembre | Simone Faggioli - Norma M20FC           |
| 12 | 37° Pedavena-Croce D'Aune                         | Pedavena       | 20 ottobre   | Simone Faggioli - Norma M20FC           |

| Calendario "Le Bicilindriche" | Calendario "Le Bicilindriche"            | Calendario "Le Bicilindriche" | Calendario "Le Bicilindriche" |
| N°                            | Gara                                     | Sede                          | Data                          |
| ----------------------------- | ---------------------------------------- | ----------------------------- | ----------------------------- |
| 1                             | Autodromo del Levante                    | Binetto                       | 31 marzo                      |
| 2                             | 24° Luzzi-Sambucina                      | Luzzi                         | 14 aprile                     |
| 3                             | 35° Coppa Val d'Anapo Sortino            | Sortino                       | 5 maggio                      |
| 4                             | 9° Morano-Campotenese                    | Morano Calabro                | 16 giugno                     |
| 5                             | 21° Cronoscalata Giarre-Montesalice-Milo | Giarre                        | 23 giugno                     |
| 6                             | 58° Coppa Paolino Teodori                | Ascoli Piceno                 | 30 giugno                     |
| 7                             | 39° Coppa Sila                           | Celico                        | 4 agosto                      |
| 8                             | 54° Trofeo Luigi Fagioli                 | Gubbio                        | 25 agosto                     |
| 9                             | 65° Coppa Nissena                        | Caltanissetta                 | 22 settembre                  |

## Modifiche al regolamento

### Regolamento sportivo
Rispetto alla precedente stagione, per il 2019 sono state apportate diverse modifiche al regolamento sportivo. Di seguito le principali:
- I piloti esteri possono prendere punti in qualsiasi gara di campionato aperta a partecipazione straniera facente parte di un campionato, di un trofeo, di una coppa, di un challenge o di una serie nazionale.
- Viene introdotto un gruppo riservato alle vetture dei trofei monomarca e alle TCR, denominato RS Cup e strutturato in tre classi: RS Cup (vetture aspirate fino a 2000 cm³), RS TurboCup1 (vetture turbo fino a 1500 cm³) e RS TurboCup2 (vetture turbo fino a 2000 cm³). Esso assegna un trofeo.
- Nascono i trofei per le RS Plus aspirate e le GT Cup.
- Nel gruppo GT le classi GT3, RGT e GT Cup non sono più scorporate per cilindrata.
- Viene portato da 3 a 4 il numero minimo di gare a cui bisogna aver partecipato per potersi aggiudicare i titoli messi in palio; in mancanza, viene preso in considerazione il pilota che ha partecipato ad almeno 5 gare.
- Nella classe 1600 Turbo del gruppo E1 Italia vengono escluse le vetture costruite dopo il 31 dicembre 2012; esse confluiscono così nella classe 3000 dello stesso gruppo.

## Classifiche[25]

### Sistema di punteggio
| Posizione di manche | 1ª | 2ª  | 3ª | 4ª | 5ª | 6ª | 7ª | 8ª  | 9ª | 10ª |
| Punti               | 10 | 7,5 | 6  | 5  | 4  | 3  | 2  | 1,5 | 1  | 0,5 |

- Vengono considerati i migliori 12 risultati (dove per risultato si intende una singola manche di gara) nelle prime 9 gare e i migliori 4 nelle ultime 3; nelle Bicilindriche invece sono sommati i migliori 14 risultati nell'intero arco delle 9 gare.
- Nelle gare a manche unica il punteggio viene diviso in maniera fittizia in due parti uguali al solo scopo di poterlo considerare come se fossero due risultati distinti nel conteggio del numero massimo dei risultati utili per l’assegnazione dei titoli.
- Gli ultimi tre appuntamenti hanno coefficiente 1,5 per l'assegnazione del punteggio (Bicilindriche escluse).

### Assoluta
| Pos. | Pilota            | Vettura                           | LUZ | LUZ | SAR | SAR | NEV | NEV | VER | VER | MOR | MOR | CPT | CPT | TRE | TRE | RIE | RIE | GUB | GUB | ERI | ERI | NIS | NIS  | PED | PED | Punti |
| ---- | ----------------- | --------------------------------- | --- | --- | --- | --- | --- | --- | --- | --- | --- | --- | --- | --- | --- | --- | --- | --- | --- | --- | --- | --- | --- | ---- | --- | --- | ----- |
| 1    | Simone Faggioli   | Norma M20FC                       |     |     |     |     |     | C   |     |     | 2   | 2   | 2   | 2   | 1   | 1   |     |     | 2   | 2   | 1   | 1   | 1   | 1    | (1) | (1) | 125   |
| 2    | Christian Merli   | Osella FA30 Evo-Zytek LRM         |     |     |     |     |     | C   |     |     | 1   | 1   | 1   | 1   | 7   | 7   |     |     | 1   | 1   | 2   | 2   | 2   | 2    | (2) | (2) | 109   |
| 3    | Omar Magliona     | Osella PA2000-Honda               | 2   | 3   | 2   | 2   | 1   | C   | 5   | NP  | NP  | NP  | 5   | 4   |     |     | 1   | 1   | 4   | 5   | (5) | 5   | 5   | 5    | (6) | 5   | 104,5 |
| 4    | Denny Zardo       | Norma M20FC-Zytek                 |     |     |     |     | Rit | C   | 1   | 1   | 3   | 3   | 3   | 3   | 5   | 5   | 3   | 3   | 3   | 3   |     |     |     |      |     |     | 76    |
| 5    | Domenico Cubeda   | Osella FA30-Zytek                 | 1   | 1   | NP  | NP  |     | C   |     |     |     |     |     |     |     |     |     |     |     |     | 3   | 3   | 4   | 4    | (4) | (6) | 53    |
| 6    | Sergio Farris     | Osella PA2000                     |     |     | 4   | 4   | 5   | C   | 4   | Rit |     |     | 8   | 7   |     |     | 6   | 6   | 6   | 18  | 6   | 6   | 6   | (14) | (7) | 7   | 48    |
| 7    | Michele Fattorini | Osella FA30-Zytek                 |     |     | 1   | 1   | Rit | C   | 2   | 2   | 4   | 4   |     |     | Rit | Rit | 9   | 9   |     |     |     |     |     |      |     |     | 47    |
| 8    | Angelo Marino     | Peugeot 106 S16/Lola B99/50-Zytek | NP  | NP  | 6   | 6   | 11  | C   |     |     | 5   | 6   | 4   | 6   |     |     | 4   | 4   | 5   | 13  |     |     | 8   | 6    |     |     | 41,75 |
| 9    | Giuseppe Vacca    | Osella PA2000                     |     |     | 3   | 3   | 7   | C   | 3   | 3   | 6   | 5   | NP  | NP  |     |     | 8   | 8   | 8   | 10  |     |     | Rit | 11   |     |     | 38    |
| 10   | Federico Liber    | Gloria C8P Evo                    |     |     | 5   | 5   | 3   | C   | 6   | 4   | 8   | 9   | 7   | 8   | 14  | 14  |     |     | 9   | 11  | 7   | 7   | 11  | NP   |     |     | 35    |

| Legenda | 1º posto       | 2º posto     | 3º posto | A punti          | Senza punti         |
| Legenda | Ritirato (Rit) | Escluso (ES) | Assente  | Non partito (NP) | Gara cancellata (C) |

Note: Tra parentesi i risultati scartati per eccesso di partecipazione

### E2SC+E2SS Moto
| Pos. | Pilota           | Vettura         | Classe    | LUZ | LUZ | SAR | SAR | NEV | NEV | VER | VER | MOR | MOR  | CPT | CPT | TRE | TRE | RIE | RIE | GUB | GUB | ERI | ERI | NIS | NIS | PED | PED | Punti  |
| ---- | ---------------- | --------------- | --------- | --- | --- | --- | --- | --- | --- | --- | --- | --- | ---- | --- | --- | --- | --- | --- | --- | --- | --- | --- | --- | --- | --- | --- | --- | ------ |
| 1    | Federico Liber   | Gloria C8P Evo  | E2SS 1600 |     |     | 1   | 1   | 1   | C   | 1   | 1   | 1   | 1    | 1   | 1   | 1   | 1   |     |     | 1   | (4) | 1   | 1   | 2   | NP  |     |     | 161,25 |
| 2    | Achille Lombardi | Osella PA21 JrB | E2SC 1000 | 1   | 4   | 2   | 2   | 3   | C   | 2   | 2   | 2   | (10) | 2   | 2   | Rit | Rit | 2   | 2   | (4) | NP  | 2   | 2   | (4) | (4) | 2   | 1   | 137,25 |
| 3    | Luigi Fazzino    | Osella PA21 JrB | E2SC 1600 | 3   | 3   | 3   | 3   | ES  | C   | 3   | 3   | Rit | NP   | Rit | 3   |     |     | 1   | 1   | 2   | 1   |     |     | 1   | 1   |     |     | 109,5  |

### Gruppo E2-SS
| Pos. | Pilota          | Vettura                   | Classe | LUZ | LUZ | SAR | SAR | NEV | NEV | VER | VER | MOR | MOR | CPT | CPT | TRE | TRE | RIE | RIE | GUB | GUB | ERI | ERI | NIS | NIS | PED | PED | Punti |
| ---- | --------------- | ------------------------- | ------ | --- | --- | --- | --- | --- | --- | --- | --- | --- | --- | --- | --- | --- | --- | --- | --- | --- | --- | --- | --- | --- | --- | --- | --- | ----- |
| 1    | Christian Merli | Osella FA30 Evo-Zytek LRM | 3000   |     |     |     |     |     | C   |     |     | 1   | 1   | 1   | 1   | 1   | 1   |     |     | 1   | 1   | 1   | 1   | 1   | 1   | (1) | (1) | 140   |
| 2    | Federico Liber  | Gloria C8P Evo            | 1600   |     |     | 2   | 2   | 1   | C   | 2   | 2   | 4   | 4   | 3   | 3   | 4   | 4   |     |     | (4) | 4   | 2   | 2   | 6   | NP  |     |     | 96,5  |
| 3    | Angelo Marino   | Lola B99/50-Zytek         | 3000   |     |     | 3   | 3   | 2   | C   |     |     | 3   | 3   | 2   | 2   |     |     | 1   | 1   | 2   | 5   |     |     | 4   | 4   |     |     | 93    |

### Gruppo E2-SC
| Pos. | Pilota          | Vettura             | Classe | LUZ | LUZ | SAR | SAR | NEV | NEV | VER | VER | MOR | MOR | CPT | CPT | TRE | TRE | RIE | RIE | GUB | GUB | ERI | ERI | NIS | NIS | PED | PED | Punti |
| ---- | --------------- | ------------------- | ------ | --- | --- | --- | --- | --- | --- | --- | --- | --- | --- | --- | --- | --- | --- | --- | --- | --- | --- | --- | --- | --- | --- | --- | --- | ----- |
| 1    | Omar Magliona   | Osella PA2000-Honda | 2000   | 1   | 2   | 1   | 1   | 1   | C   | 4   | NP  | NP  | NP  | 3   | 3   |     |     | 1   | 1   | 3   | 3   | 2   | 2   | 2   | 2   | (2) | (2) | 141,5 |
| 2    | Simone Faggioli | Norma M20FC         | 3000   |     |     |     |     |     | C   |     |     | 1   | 1   | 1   | 1   | 1   | 1   |     |     | 1   | 1   | 1   | 1   | 1   | 1   | (1) | (1) | 140   |
| 3    | Denny Zardo     | Norma M20FC-Zytek   | 3000   |     |     |     |     | Rit | C   | 1   | 1   | 2   | 2   | 2   | 2   | 2   | 2   | 3   | 3   | 2   | 2   |     |     |     |     |     |     | 92    |

### Gruppo CN
| Pos. | Pilota           | Vettura          | Classe | LUZ | LUZ | SAR | SAR | NEV | NEV | VER | VER | MOR | MOR | CPT | CPT | TRE | TRE | RIE | RIE | GUB | GUB | ERI | ERI | NIS | NIS | PED | PED | Punti |
| ---- | ---------------- | ---------------- | ------ | --- | --- | --- | --- | --- | --- | --- | --- | --- | --- | --- | --- | --- | --- | --- | --- | --- | --- | --- | --- | --- | --- | --- | --- | ----- |
| 1    | Rosario Iaquinta | Osella PA21S Evo | 2000   | 1   | 1   | 2   | 2   | 1   | C   | 1   | 1   | 1   | 1   | (2) | 1   |     |     | 1   | 1   |     |     |     |     |     |     |     |     | 115   |
| 2    | Martina Raiti    | Osella PA21J     | 1600   |     |     |     |     |     | C   |     |     | 4   | 4   |     |     |     |     | 3   | 3   | 4   | 2   | 4   | 3   | 4   | 3   |     |     | 67,5  |
| 3    | Gaetano Gambino  | Osella PA21S     | 2000   | 6   | NP  |     |     | 2   | C   |     |     | 6   | 6   | 6   | 6   |     |     |     |     |     |     | 3   | 4   | 3   | 4   |     |     | 55,5  |

### Gruppo E2-SH
| Pos. | Pilota               | Vettura               | Classe | LUZ | LUZ | SAR | SAR | NEV | NEV | VER | VER | MOR | MOR | CPT | CPT | TRE | TRE | RIE | RIE | GUB | GUB | ERI | ERI | NIS | NIS | PED | PED | Punti  |
| ---- | -------------------- | --------------------- | ------ | --- | --- | --- | --- | --- | --- | --- | --- | --- | --- | --- | --- | --- | --- | --- | --- | --- | --- | --- | --- | --- | --- | --- | --- | ------ |
| 1    | Alessandro Gabrielli | Picchio Alfa Romeo 4C | >3000  | NP  | NP  | 1   | 1   |     | C   | 1   | 1   | 1   | 2   | 1   | 1   | Rit | Rit | 2   | 2   | 2   | 2   | 2   | 1   | 1   | 1   |     |     | 163,75 |
| 2    | Marco Gramenzi       | MG-AR1 Furore         | 3000   | 1   | 2   | NP  | NP  | NP  | C   | 2   | 3   | 2   | 1   | Rit | 2   | (6) | 6   | 1   | 1   | 1   | 4   | 1   | 2   |     |     |     |     | 120,25 |
| 3    | "Gabry Driver"       | Honda Civic           | 1600   |     |     |     |     |     | C   |     |     | 3   | 3   |     |     |     |     |     |     | 4   | 1   | 6   | 7   | 4   | 4   |     |     | 49,5   |

### Gruppo GT
| Pos. | Pilota          | Vettura               | Classe       | LUZ | LUZ | SAR | SAR | NEV | NEV | VER | VER | MOR | MOR | CPT | CPT | TRE | TRE | RIE | RIE | GUB | GUB | ERI | ERI | NIS | NIS | PED | PED | Punti |
| ---- | --------------- | --------------------- | ------------ | --- | --- | --- | --- | --- | --- | --- | --- | --- | --- | --- | --- | --- | --- | --- | --- | --- | --- | --- | --- | --- | --- | --- | --- | ----- |
| 1    | Lucio Peruggini | Lamborghini Huracán   | GT3          | 1   | 1   | 1   | 1   | 1   | C   |     |     | 1   | 1   | 1   | 1   | (2) | 2   |     |     | 1   | 1   | 1   | 1   |     |     |     |     | 147,5 |
| 2    | Roberto Ragazzi | Ferrari 488 Challenge | GT Super Cup |     |     | 3   | 3   | 4   | C   | 4   | 7   |     |     | 3   | 4   | (8) | 8   | 2   | 2   | 2   | 3   | 3   | (5) | 2   | 2   | (3) | 1   | 111,5 |
| 3    | Rosario Parrino | Lamborghini Huracán   | GT Super Cup | 4   | 3   | 5   | 5   | NP  | C   | 3   | 3   |     |     |     |     | Rit | Rit | 3   | 3   | 4   | 4   | 2   | 2   | 1   | 1   | (2) | (3) | 105,5 |

### Gruppo E1 Italia
| Pos. | Pilota            | Vettura            | Classe | LUZ | LUZ | SAR | SAR | NEV | NEV | VER  | VER  | MOR | MOR | CPT | CPT | TRE | TRE | RIE | RIE | GUB | GUB | ERI | ERI | NIS | NIS | PED | PED | Punti |
| ---- | ----------------- | ------------------ | ------ | --- | --- | --- | --- | --- | --- | ---- | ---- | --- | --- | --- | --- | --- | --- | --- | --- | --- | --- | --- | --- | --- | --- | --- | --- | ----- |
| 1    | Giuseppe D'Angelo | Renault Clio       | 2000   | (6) | 4   | (5) | 5   | (9) | C   | (19) | (6)  | 1   | 1   | 2   | 2   | 1   | 1   | 2   | 2   | 2   | 1   | 1   | 1   | 4   | NP  |     |     | 134   |
| 2    | Andrea Palazzo    | Peugeot 308        | 3000   |     |     | 6   | 6   | 1   | C   | 14   | 11   | 4   | 4   | 5   | 5   |     |     |     |     | 6   | 6   | (4) | (4) | 3   | 2   | 1   | 1   | 90,25 |
| 3    | Daniele Pelorosso | Renault Clio Proto | 2000   | 2   | 2   | 1   | 1   | (4) | C   | (7)  | (10) | 2   | 3   | 3   | 3   |     |     | 3   | 3   | 1   | 2   |     |     |     |     |     |     | 90    |

### Gruppo A
| Pos. | Pilota          | Vettura                  | Classe | LUZ | LUZ | SAR | SAR | NEV | NEV | VER | VER | MOR | MOR | CPT | CPT | TRE | TRE | RIE | RIE | GUB | GUB | ERI | ERI | NIS | NIS | PED | PED | Punti |
| ---- | --------------- | ------------------------ | ------ | --- | --- | --- | --- | --- | --- | --- | --- | --- | --- | --- | --- | --- | --- | --- | --- | --- | --- | --- | --- | --- | --- | --- | --- | ----- |
| 1    | Rudi Bicciato   | Mitsubishi Lancer Evo VI | >3000  |     |     | 1   | 1   | 1   | C   | 1   | 1   |     |     | 1   | 1   | (2) | 2   | 1   | 1   | 1   | 1   |     |     |     |     |     |     | 117,5 |
| 2    | Marco Calderone | Peugeot 106 S16          | 1600   | 2   | 1   | 4   | 4   |     | C   |     |     | 3   | 3   | 5   | 5   |     |     |     |     | 5   | 6   | 1   | 1   | 1   | 1   |     |     | 114,5 |
| 3    | Ivano Cenedese  | Renault New Clio RS      | 2000   |     |     |     |     | 3   | C   | 4   | 4   |     |     |     |     | 3   | 3   |     |     | 3   | 4   |     |     |     |     | 4   | 5   | 52,5  |

### Gruppo N
| Pos. | Pilota           | Vettura                          | Classe | LUZ | LUZ | SAR | SAR | NEV | NEV | VER | VER | MOR | MOR | CPT | CPT | TRE | TRE | RIE | RIE | GUB | GUB | ERI | ERI | NIS | NIS | PED | PED | Punti |
| ---- | ---------------- | -------------------------------- | ------ | --- | --- | --- | --- | --- | --- | --- | --- | --- | --- | --- | --- | --- | --- | --- | --- | --- | --- | --- | --- | --- | --- | --- | --- | ----- |
| 1    | Giovanni Lisi    | Honda Civic Type R               | 2000   | 3   | (4) | 1   | 1   |     | C   | 3   | 3   | 1   | 1   | 2   | 2   |     |     | 2   | 2   | Rit | 3   | 1   | 1   | 1   | 1   |     |     | 154   |
| 2    | Rocco Errichetti | Citroën Saxo VTS/Peugeot 106 S16 | 1600   | 1   | 1   | 2   | 2   | 3   | C   | (8) | (6) | 4   | 4   | 3   | 3   |     |     | 1   | 1   | 2   | (6) | 2   | 2   |     |     |     |     | 113   |
| 3    | Lorenzo Mercati  | Mitsubishi Lancer Evo IX         | >3000  |     |     |     |     | 1   | C   | 1   | 1   |     |     | 1   | 1   |     |     |     |     | 1   | Rit |     |     |     |     | 3   | 3   | 78    |

### Gruppo RS Plus
| Pos. | Pilota          | Vettura            | Classe       | LUZ | LUZ | SAR | SAR | NEV | NEV | VER | VER | MOR | MOR | CPT | CPT | TRE | TRE | RIE | RIE | GUB | GUB | ERI | ERI | NIS | NIS | PED | PED | Punti |
| ---- | --------------- | ------------------ | ------------ | --- | --- | --- | --- | --- | --- | --- | --- | --- | --- | --- | --- | --- | --- | --- | --- | --- | --- | --- | --- | --- | --- | --- | --- | ----- |
| 1    | Giacomo Liuzzi  | Mini Cooper JCW    | RSTB1.6 Plus | NP  | NP  | 2   | 2   | (4) | C   | NP  | 3   | 3   | 2   | 3   | (5) | 2   | 2   | 2   | 2   | 1   | 3   | 1   | 1   | 1   | 1   | (1) | NP  | 146,5 |
| 2    | Vito Tagliente  | Mini Cooper JCW    | RSTB1.6 Plus | 1   | Rit | Rit | Rit | 1   | C   | 1   | 2   | 2   | Rit | 2   | 2   | Rit | Rit | 1   | 1   | 2   | 1   | 2   | 2   | 2   | 2   | (5) | NP  | 142,5 |
| 3    | Antonio Cardone | Honda Civic Type R | RS2.0 Plus   | 5   | 1   | 3   | 3   |     | C   | 6   | (7) | 4   | 3   | 6   | 4   |     |     | 4   | 4   | 3   | (9) |     |     |     |     |     |     | 64    |

### Gruppo RS Turbo
| Pos. | Pilota            | Vettura         | Classe  | LUZ | LUZ | SAR | SAR | NEV | NEV | VER | VER | MOR | MOR | CPT | CPT | TRE | TRE | RIE | RIE | GUB | GUB | ERI | ERI | NIS | NIS | PED | PED | Punti |
| ---- | ----------------- | --------------- | ------- | --- | --- | --- | --- | --- | --- | --- | --- | --- | --- | --- | --- | --- | --- | --- | --- | --- | --- | --- | --- | --- | --- | --- | --- | ----- |
| 1    | Giovanni Angelini | Mini Cooper JCW | RSTB1.6 | (2) | (2) | (2) | 2   | 1   | C   | NP  | NP  | 1   | 1   | 1   | 1   | 1   | 1   | 1   | 1   | 1   | 1   | 1   | 1   | 2   | 2   |     |     | 170   |
| 2    | Oronzo Montanaro  | Mini Cooper JCW | RSTB1.6 | 1   | 1   | 1   | 1   |     | C   | 1   | 1   | 2   | 2   | 2   | 2   |     |     | 2   | 2   | (2) | (3) | 2   | 2   | 1   | 1   |     |     | 157,5 |
| 3    | Marco Magdalone   | Mini Cooper JCW | RSTB1.6 | 3   | 3   | (4) | (4) | 3   | C   | 2   | 2   | (5) | 3   | (4) | 3   | 3   | 3   | 4   | 4   | 4   | (7) | 4   | (5) | 3   | (4) | 1   | 1   | 118,5 |

### Gruppo RS
| Pos. | Pilota            | Vettura            | Classe | LUZ  | LUZ | SAR | SAR | NEV | NEV | VER | VER | MOR | MOR | CPT | CPT | TRE | TRE | RIE | RIE | GUB  | GUB  | ERI | ERI | NIS | NIS | PED | PED | Punti |
| ---- | ----------------- | ------------------ | ------ | ---- | --- | --- | --- | --- | --- | --- | --- | --- | --- | --- | --- | --- | --- | --- | --- | ---- | ---- | --- | --- | --- | --- | --- | --- | ----- |
| 1    | Giovanni Loffredo | Mini Cooper SD     | RSD2.0 | 1    | 1   | 1   | 1   | (1) | C   | 1   | 1   | 1   | 1   | 1   | 1   |     |     | 1   | 1   | (38) | (13) | 1   | 1   | 1   | 1   |     |     | 180   |
| 2    | Paolo Cicalese    | Honda Civic Type R | RS2.0  | 2    | 2   |     |     | 3   | C   | 6   | 5   | 2   | 2   | 5   | 5   |     |     | 2   | 2   | 1    | 26   | 2   | 2   | 2   | 2   |     |     | 121   |
| 3    | Arduino Eusebio   | Renault Clio RS    | RS2.0  | (14) | 3   | 2   | 2   |     | C   | 4   | 4   | 4   | 3   | 4   | 4   |     |     | 5   | 5   | 2    | (36) | 5   | 4   |     |     |     |     | 81    |

### Gruppo Le Bicilindriche[26]
| Pos. | Pilota              | Vettura  | Classe   | BIN  | BIN | LUZ | LUZ | SOR | SOR  | MOR  | MOR | GIA | GIA | CPT | CPT | SIL | SIL | GUB | GUB | NIS | NIS | Punti |
| ---- | ------------------- | -------- | -------- | ---- | --- | --- | --- | --- | ---- | ---- | --- | --- | --- | --- | --- | --- | --- | --- | --- | --- | --- | ----- |
| 1    | Angelo Mercuri      | Fiat 500 | Gr.5 700 |      |     | 3   | 1   | 2   | (11) | (16) | 2   | 16  | Rit |     |     | 1   | 1   | 2   | 2   | 1   | 1   | 86    |
| 2    | Domenico Morabito   | Fiat 500 | Gr.5 700 | (10) | Rit | 2   | 2   | 4   | 4    | 5    | Rit | (6) | 5   | 1   | 1   | 4   | 4   | 4   | 4   | 4   | 5   | 82    |
| 3    | Antonino Caltabiano | Fiat 500 | Gr.5 700 |      |     |     |     | 3   | 2    |      |     | 2   | 2   |     |     |     |     | 1   | 1   | 2   | 2   | 63,5  |

### Trofei CIVM
| Trofeo           | Vincitore          |
| ---------------- | ------------------ |
| Under 25         | Giovanni Tagliente |
| Scuderie         | Vimotorsport       |
| GT Cup           | Stefano Artuso     |
| RS Plus Aspirate | Antonio Cardone    |
| RS Cup           | Giovanni Tagliente |

### Coppe CIVM
| Coppa               | Vincitore           |
| ------------------- | ------------------- |
| Dame                | Deborah Broccolini  |
| Produzione Evo      | Federico Leoni      |
| Produzione di Serie | Raffaele Lo Schiavo |